# Palazzo Gerstburg
Palazzo Gerstburg (in lingua tedesca Ansitz Gerstburg) è un palazzo rinascimentale in Alto Adige, nel comune di Bolzano. È sede del Tribunale amministrativo regionale.

## Storia
Sorto sul sedime del maso contadino Zum Winkel, di proprietà della famiglia Gerstl di Bolzano, quest'ultima nel 1488 è attestata con Sigmund Gerstl zu Gerstburg, burger in Botzenn, ovvero già nobilitata con il maniero della Gerstburg.
La cappella, posta all'interno del palazzo, risale al 1495. Dal 1603 al 1609 la famiglia nobiliare Giovanelli zu Gerstburg und Hörtenberg fece aggiungere un'ampia ala a sudest. Nel 1744 i signori e banchieri Menz acquisirono il palazzo, e incaricarono Martin Knoller di affrescare la sala del secondo piano con una grande raffigurazione dell'Aurora.
L'edificio è posto sotto tutela dei beni artistici dal 1951.